# Wahlenbergia pygmaea
Wahlenbergia pygmaea är en klockväxtart som beskrevs av John William Colenso. Wahlenbergia pygmaea ingår i släktet Wahlenbergia och familjen klockväxter.

## Underarter
Arten delas in i följande underarter:
- W. p. drucei
- W. p. pygmaea
- W. p. tararua